# Accrington
Accrington – miasto w Wielkiej Brytanii w hrabstwie Lancashire (Anglia).
- liczba mieszkańców: 36 tys. (1981)

Przemysł włókienniczy, maszynowy i chemiczny. Wydobycie węgla kamiennego.
Z Accrington pochodzi klub piłkarski Accrington Stanley.
Wśród zabytków miasta wymienić można kościół St. James z przełomu XVI i XVII wieku oraz XIX-wieczny ratusz.
W mieście działa Polska Szkoła Sobotnia im. Pana Kleksa